# Taylor Hawkins
Pour les articles homonymes, voir Hawkins.
Taylor Hawkins, de son nom complet Oliver Taylor Hawkins, est un musicien américain né le 17 février 1972 à Fort Worth au Texas et mort le 25 mars 2022 à Bogota en Colombie. 
Il a été le batteur du groupe de rock alternatif Foo Fighters dès 1997. Il a auparavant participé aux tournées d'Alanis Morissette et jouait dans un groupe nommé Sylvia. Il était leader du groupe qui porte son nom : Taylor Hawkins and the Coattail Riders.

## Biographie

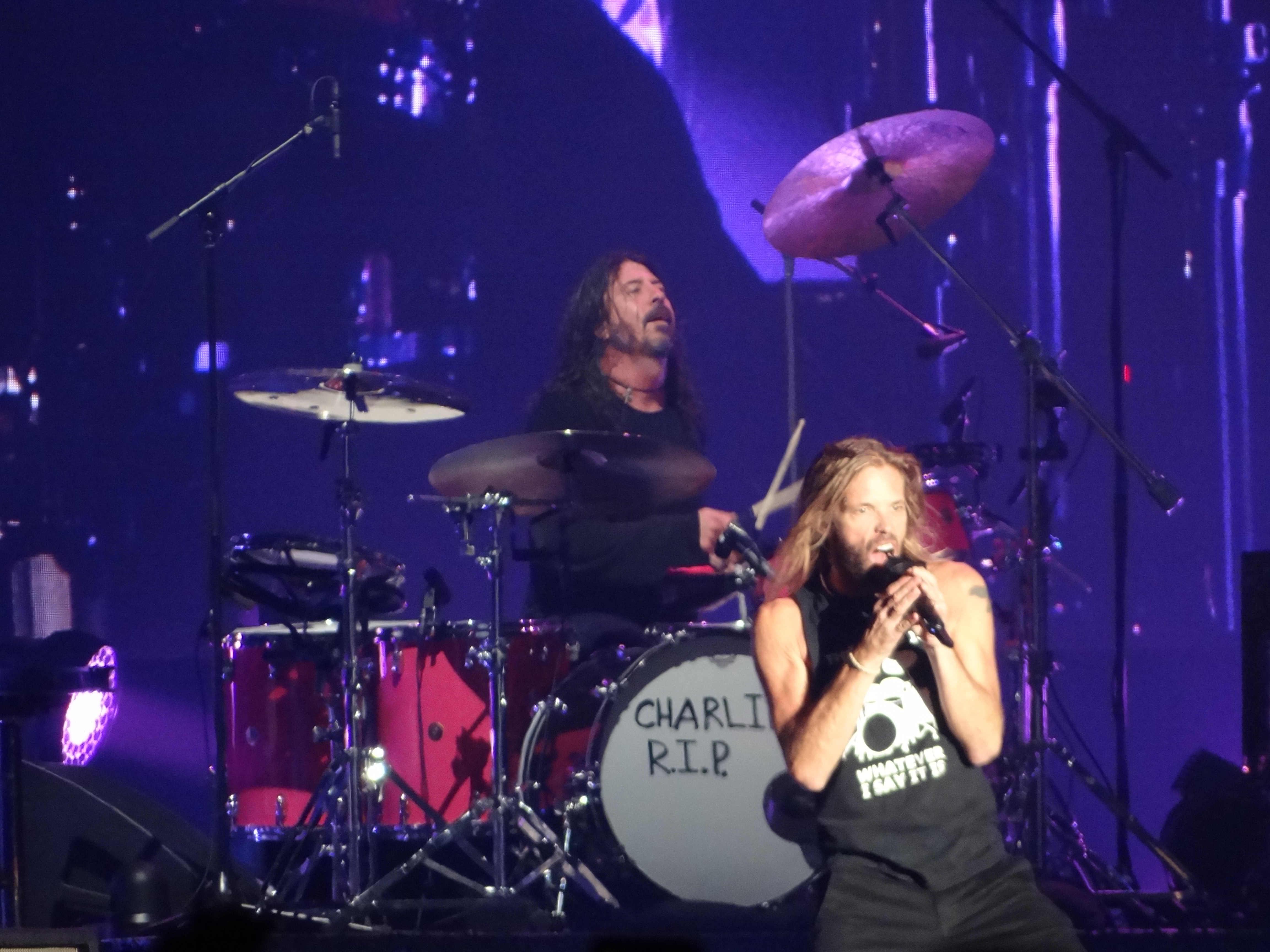
Taylor Hawkins (2021)

Taylor Hawkins a commencé sa vie musicale enfant et est diplômé du conservatoire en percussion classique. Il devient très populaire au début de l'âge adulte en tant que batteur d'Alanis Morissette qu'il a accompagnée en tournée pour le célèbre album Jagged Little Pill. En 2000, il forme son groupe appelé Taylor Hawkins and the Coattail Riders où il chante et joue de la batterie.
En 2001, le batteur reste deux semaines dans le coma à la suite d'une overdose à Londres. Il explique ensuite au magazine Kerrang! : « chacun a son chemin personnel et j'ai poussé le mien trop loin », ajoutant qu'il croyait à l'adage qui affirme « vis fort et vite, et meurs jeune ».
Taylor Hawkins participe en 2009 à l'enregistrement de Slash, l'album solo du guitariste Slash paru en avril 2010. En 2011, il joue de la batterie sur des chansons de Vasco Rossi.  En juin 2012, son audition pour le film biographique CBGB de Randall Miller est confirmée et il joue le rôle d'Iggy Pop.
Ne se limitant pas à son rôle de batteur, on le retrouve également au chant sur certains titres des Foo Fighters : Cold Day in The Sun sur l'album In Your Honor, sorti en 2005, et Sunday Rain sur l'album Concrete and Gold, sorti en 2017.
Hawkins apparaît sur la chanson Crucify the Dead interprétée par Ozzy Osbourne. Il rejoint Foo Fighters après que son cousin l'a présenté au leader du groupe, Dave Grohl.
Il meurt le 25 mars 2022 à l'âge de 50 ans, à l'hôtel Casa Medina quelques heures avant de jouer au festival colombien Estereo Picnic,.
Les autorités colombiennes ont publié le résultat de l'autopsie le 26 mars, indiquant que Hawkins avait dix substances dans son système lorsqu'il a été retrouvé mort. Celles-ci comprennent les opioïdes, les benzodiazépines, les antidépresseurs tricycliques et le THC, le composé psychoactif du cannabis.
Les Foo Fighters et la famille de Taylor Hawkins organisent le Taylor Hawkins Tribute Concert : deux concerts en hommage au musicien ont lieu le 3 septembre 2022 au Stade de Wembley à Londres et le 27 septembre 2022 à The Forum d'Inglewood (Californie). De nombreux artistes sont invités : Alanis Morissette, P!nk, Nile Rodgers, The Pretenders, Supergrass, Them Crooked Vultures, Josh Homme (Queens of the Stone Age), Kesha, John Paul Jones (Led Zeppelin), Liam Gallagher, Brian May et Roger Taylor (Queen), AC/DC, Rush, Mark Ronson. Outre Roger Taylor, d'autres batteurs accompagnent les musiciens : Travis Barker (Blink-182), Lars Ulrich (Metallica), Martin Chambers (The Pretenders), Matt Cameron (Soundgarden), Josh Freese (Nine Inch Nails, The Offspring). Mais aussi Shane Hawkins, le fils de Taylor, qui interprète le titre My Hero. Les bénéfices sont reversés à des œuvres caritatives,.

## Discographie

### Foo Fighters
- There Is Nothing Left to Lose – (1999)
- One by One – (2002)
- In Your Honor – (2005)
- Echoes, Silence, Patience and Grace – (2007)
- Wasting Light – (2011)
- Sonic Highways – (2014)
- Saint Cecilia – (2015)
- Concrete and Gold – (2017)
- Medicine at Midnight – (2021)

### Taylor Hawkins and the Coattail Riders
- Taylor Hawkins and the Coattail Riders - (2006)
- Red Light Fever - (2010)
- Get the Money - (2019)[10]

### Nighttime boogie association
- The path we're on (single 2020)
- Long in the tooth (single 2020)

### The Birds of Satan
- The Birds of Satan – (2014)

### Coheed and Cambria
- Good Apollo, I'm Burning Star IV, Volume Two: No World for Tomorrow – (2007)

### NHC
- intakes & outtakes (2021)

### Solo
- Kota (EP) - (2016)[11]